# Stalemate
A Stalemate a Ben’s Brother angol együttes harmadik kislemeze második, Battling Giants című stúdióalbumáról. Az albumverzióban a dalt Joss Stone-nal énekelték, a kislemezváltozatban azonban Anastacia adta a hangját a számhoz. A hivatalos premier a BBC Radio 2-n volt 2009. szeptember 21-én.

## Információ a dalról
A dal eredeti változata a Battling Giants című albumon található. Ez együttműködésként készült a Ben’s Brother és Joss Stone angol R&B-énekesnő között, és megtalálható Stone negyedik stúdióalbumán is. A kislemezváltozaton Anastacia helyettesíti Stone-t, mert az EMI nem engedélyezte, hogy Joss énekelje a dalt. Anastacia így nyilatkozott a dalról: „Az első pillanattól kezdve imádtam a számot, és boldog vagyok, hogy engem kértek fel az eléneklésére. Ez egy fantasztikus lehetőség, hogy együtt dolgozzak a bandával.” Egy másik interjúban pedig azt nyilatkozta, hogy a dal valószínűleg szerepelni fog 2012-ben megjelenő ötödik stúdióalbumán is.
Jamie Hartmann így beszélt a közös munkáról: „Anastacia csodálatos énekesnő és nagyszerű előadó, egy kincs vele zenélni. Alig várom, hogy élőben is előadhassuk a számot!” A dalnak francia nyelvű változatát is felvették, L’Impasse címmel, ebben szintén Anastacia énekel.

## Videóklip
Hartmann a blogján közölte, hogy a klipet Londonban vették fel 2009. szeptember 22-én. Hivatalos premier a YouTube-on volt 2009. október 14-én. A klipben nem szerepel a Ben’s Brother dobosa, Karl Brazil, mert egy másik projekten dolgozott, így őt Tom Mitchell helyettesítette.
A klipben először egy üres raktárhelyiséget láthatunk, ahol Jamie Hartmann énekel, majd fokozatosan megjelennek körülötte a zenészek, akik beszállnak a dalba. A helység egy vasútállomás mellett található, ahol a klip alatt sok vagon halad el. A szám felénél fordul egyet a kamera és Anastaciát láthatjuk a napfényben, aki szintén elkezd énekelni. Vannak olyan másodpercek a dalban, ahol a két énekes nem énekel, csupán egymásra néznek, kifejezve ezzel egymás iránti érzelmeiket. A klip végeztével ismét kiürül a szoba, csak Jamie és Anastacia maradnak ott a magányos hangszerek társaságában.

## Dallista
CD kislemez (Egyesült Királyság)
1. Stalemate (feat. Anastacia) (Radio Mix) – 3:45
2. Stalemate (feat. Anastacia) (Main Version) – 4:21

CD kislemez (Európa)
1. Stalemate (feat. Anastacia) (Main Version) – 4:21
2. Stalemate (feat. Anastacia) (Demo Version) – 4:30
3. Stalemate (videóklip) – 3:56